# Gwangmyeong
Gwangmyeong là thành phố thuộc tỉnh Gyeonggi, Hàn Quốc. Thành phố có diện tích 38,5 km2, dân số là 341.671 người (năm 2002).
Thành phố này giáp Seoul về hướng bắc và đông bắc, giáp Anyang về phía đông và nam, giáp Siheung về phía tây nam.